# Korsøgård
Korsøgaard er en hovedgård som ligger 2,5 km øst for Hvam Stationsby ved vejen til Hvilsom i Simested Sogn, Rinds Herred, Aalestrup Kommune.
Korsøgaard Gods er på 278 hektar

## Ejere af Korsøgaard
- (1447-1450) Morten Jensen Gyrstinge
- (1450-1490) Jens Mortensen Gyrstinge / Oluf Mortensen Gyrstinge
- (1490-1497) Oluf Mortensen Gyrstinge
- (1497-1500) Anne Olufsdatter Gyrstinge gift Skram
- (1500-1539) Peder Skram
- (1539-1568) Erik Pedersen Skram
- (1568-1587) Laurids Eriksen Skram
- (1587) Maren Lauridsdatter Skram gift Hardenberg
- (1587-1602) Jacob Hardenberg
- (1602-1624) Maren Lauridsdatter Skram gift Hardenberg
- (1624-1634) Oluf Clausen Daa / Lisbeth Clausdatter Daa
- (1634-1656) Mogens Kaas
- (1656-1666) Erik Mogensen Kaas
- (1666-1681) Christian Olufsen
- (1681-1701) Peder Benzon
- (1701-1702) Niels Benzon
- (1702-1718) Niels Benzons dødsbo
- (1718-1721) Hans Pedersen Benzon
- (1721-1745) Christopher Rosenørn
- (1745-1775) Peder Christophersen Rosenørn
- (1775-1778) Conrad Jørgen Friis
- (1778-1796) Lars Hellevad / H.A. Tegder
- (1796-1811) H.A. Tegder
- (1811-1812) Kirstine Schaarup gift (1) Tegder (2) Kruuse
- (1812-1825) M. Galthen Kruuse
- (1825-1827) Kirstine Schaarup gift (1) Tegder (2) Kruuse
- (1827) Ch. E. Agier
- (1827-1837) Kirstine Schaarup gift (1) Tegder (2) Kruuse
- (1837-1845) A.M. Lund
- (1845-1855) P.H. Lund
- (1855-1864) August Theodor Schütte
- (1864-1870) C.F.E. greve Rantzau
- (1870-1871) Enke Fru Rantzau
- (1871-1887) W. Fritze
- (1887) Landmandsbanken
- (1887-1888) N.J. Poulsen
- (1888-1890) A.S. Behrend
- (1890-1892) A.S. Behrends dødsbo
- (1892-1895) V. Løhde
- (1895-1896) Kreditforeningen af jydske Landejendomsbesiddere
- (1896-1931) Thomas Smidt
- (1931-1970) Christen Greve
- (1970-2007) Hans Greve
- (2007-2009) Louise Bach Greve
- (2009-) Louise Bach Greve / Carlo Bach Greve

|  | Denne artikel om en bygning eller et bygningsværk kan blive bedre, hvis der indsættes et (bedre) billede. Du kan hjælpe ved at afsøge Wikimedia Commons for et passende billede eller lægge et op på Wikimedia Commons med en af de tilladte licenser og indsætte det i artiklen. |

56°40′6″N 9°33′16.9″Ø / 56.66833°N 9.554694°Ø